# San Juan Ruby Red
San Juan Ruby Red is een hopvariëteit, gebruikt voor het brouwen van bier.
Deze hopvariëteit is een “aromahop”, bij het bierbrouwen voornamelijk gebruikt vanwege zijn aromatische eigenschappen. Deze Amerikaanse variëteit werd ontdekt in het wild in de San Juan Mountains (in het zuidwesten van Colorado) en is het resultaat van een open bestuiving.

## Kenmerken
- Alfazuur: 7%
- Bètazuur:
- Eigenschappen: fruitig en lichtzoet aroma